# Aritzo
Aritzo est une commune italienne de la province de Nuoro, dans la région Sardaigne. Son nom viendrait selon certains du sarde aritzu « hérisson » ou « bogue de châtaigne », les châtaignes d'Aritzo étant réputées. Mais on ne voit pas bien pourquoi un village porterait le nom « bogue de châtaigne » plutôt que celui de la châtaigne elle-même. Outre les châtaigniers, il y a autour de la ville de grandes forêts de chênes. Le linguiste français Michel Morvan propose le basque (h)aritz « chêne » pour expliquer l'origine d'Aritzo.

## Administration
| Période                                  | Période | Identité | Étiquette | Qualité |
| ---------------------------------------- | ------- | -------- | --------- | ------- |
|                                          |         |          |           |         |
| Les données manquantes sont à compléter. |         |          |           |         |

### Communes limitrophes
Arzana, Belvì, Desulo, Gadoni, Laconi, Meana Sardo, Seulo

### Évolution démographique
Habitants recensés